# لايلي بينيت
لايلي بينيت (بالإنجليزية: Lyle Bennett)‏ هو لاعب كرة قاعدة أمريكي، ولد في 23 يونيو 1903، وتوفي في 24 مارس 2005 في ماونت بليزانت في الولايات المتحدة.